# Bilal Boutobba
Bilal Boutobba (29 augustus 1998) is een Frans voetballer die bij voorkeur als rechtsbuiten speelt. Hij komt uit voor het Franse Clermont Foot.

## Clubcarrière
Boutobba komt uit de jeugdacademie van Olympique Marseille. Op 14 december 2014 debuteerde hij voor Olympique Marseille in de Ligue 1 in het uitduel tegen AS Monaco. Boutobba mocht na 84 minuten invallen voor Mario Lemina. Marseille verloor met 1-0 in het Stade Louis II door een treffer van Bernardo Silva.

## Carrièrestatistieken
| Seizoen                         | Club                | Land      | Competitie         | Wed. | Goals |
| ------------------------------- | ------------------- | --------- | ------------------ | ---- | ----- |
| 2014/15                         | Olympique Marseille | Frankrijk | Ligue 1            | 3    | 0     |
| 2015/16                         | Olympique Marseille | Frankrijk | Ligue 1            | 0    | 0     |
| 2016/17                         | Sevilla Atlético    | Spanje    | Segunda División A | 11   | 0     |
| 2017/18                         | Sevilla Atlético    | Spanje    | Segunda División A | 22   | 0     |
| 2018/19                         | Montpellier HSC     | Frankrijk | Ligue 1            | 2    | 0     |
| 2019/20                         | Montpellier HSC     | Frankrijk | Ligue 1            | 1    | 0     |
| 2020/21                         | Chamois Niortais FC | Frankrijk | Ligue 2            | 36   | 3     |
| 2021/22                         | Chamois Niortais FC | Frankrijk | Ligue 2            | 37   | 7     |
| 2022/23                         | Chamois Niortais FC | Frankrijk | Ligue 2            | 35   | 11    |
| 2023/24                         | Clermont Foot       | Frankrijk | Ligue 1            | 0    | 0     |
| Totaal                          | Totaal              | Totaal    | Totaal             | 147  | 21    |
| Bijgewerkt tot 18 december 2014 |                     |           |                    |      |       |